# 1988–1989-es magyar női vízilabda-bajnokság
Az 1988–1989-es magyar női vízilabda-bajnokság a hatodik magyar női vízilabda-bajnokság volt. A bajnokságban hat csapat indult el, a csapatok két kört játszottak.

## Tabella
| #  | Csapat          | M  | Gy | D | V  | G+  | G-  | P  |
| -- | --------------- | -- | -- | - | -- | --- | --- | -- |
| 1. | BVSC            | 10 | 10 | 0 | 0  | 158 | 51  | 20 |
| 2. | Szentesi Vízmű  | 10 | 8  | 0 | 2  | 130 | 46  | 16 |
| 3. | Vasas SC        | 10 | 6  | 0 | 4  | 124 | 105 | 12 |
| 4. | OSC             | 10 | 4  | 0 | 6  | 94  | 82  | 8  |
| 5. | Szolnoki Vízügy | 10 | 2  | 0 | 8  | 54  | 142 | 4  |
| 6. | Eger SE         | 10 | 0  | 0 | 10 | 50  | 184 | 0  |

* M: Mérkőzés Gy: Győzelem D: Döntetlen V: Vereség G+: Dobott gól G-: Kapott gól P: Pont

## Játékoskeretek
| BVSC             | Szentesi Vízmű SK | Vasas SC        | Orvosegyetem SC    | Szolnoki VSE           | Eger SE            |
| ---------------- | ----------------- | --------------- | ------------------ | ---------------------- | ------------------ |
| Bajusz Andrea    | Csákó Ágnes       | Borbás Katalin  | Csiba Piroska      | Agócs Éva              | Denk Zsuzsa        |
| Dénes Andrea     | Debreczeni Feola  | Dancsa Katalin  | Czabala Andrea     | Ambró Beáta            | Fiala Ágnes        |
| Gendur Judit     | Eke Andrea        | Franta Eszter   | Darnyi Tünde       | Ábel Krisztina         | Gulyás Edit        |
| Gombás Adrienn   | Erdőháti Anett    | Fülöp Beatrix   | Domján Eszter      | Balázs Ágnes           | Heverdle Henrietta |
| Kertész Zsuzsa   | Geönczöl Anett    | Gombos Laura    | Fodor Ildikó       | Bódis Katalin          | Koncz Krisztina    |
| Kókai Ildikó     | Justin Viktória   | Juhász Brigitta | Gál Katalin        | Budai Zita             | Kovács Judit       |
| Pócsik Anita     | Rónaszéki Ildikó  | Molnár Eszter   | Gerencsér Anita    | Dunai Kovács Krisztina | Kovács Róbertné    |
| Szalkay Orsolya  | Sipos Ivett       | Rédei Katalin   | Hamza Anita        | Hadady Adrienn         | Köblő Anita        |
| Szolga Edit      | Szamosi Csilla    | Török Krisztina | Havrán Andrea      | Horváth Anikó          | Molnár Lilla       |
| Szolga Ildikó    | Sztankovics Tímea | Várkonyi Nóra   | Horváth Andrea     | Kassai Zita            | Radnóti Ágnes      |
| Takács Ildikó    | Tóth Noémi        | Vígh Alexa      | Kolossa Andrea     | Kelemen Rita           | Rostás Andrea      |
|                  | Török Viola       |                 | Konrád Mária       | Kókai Edina            | Tóth Linda         |
|                  | Vásárhelyi Ágnes  |                 | Lőrincz Ágnes      | Nagy Gabriella         | Varga Krisztina    |
|                  | Vincze Edit       |                 | Nagy Katalin       | Romhányi Beáta         |                    |
|                  |                   |                 | Stieber Mercédesz  | Sárosi Erzsébet        |                    |
|                  |                   |                 | Tiba Zsuzsa        | Ugrin Orsolya          |                    |
|                  |                   |                 | Tóth Beatrix       | Valuska Judit          |                    |
|                  |                   |                 | Várkonyi Gabriella |                        |                    |
| edző:Györe Lajos | Tóth Gyula        | Szűcs Péter     | Dolnay Ottó        | Berkes Péter           | Kelemen Attila     |